# Europejska Nagroda Muzyczna MTV dla najlepszego wykonawcy r’n’b
Europejska Nagroda Muzyczna MTV dla najlepszego wykonawcy r’n’b – nagroda przyznawana przez redakcję MTV Europe podczas corocznego rozdania MTV Europe Music Awards. Nagrodę dla najlepszego wykonawcy r’n’b po raz pierwszy przyznano w 1997 r. Od 2007 r. nagroda zastąpiona została nagrodą dla najlepszego wykonawcy urban music (muzyki miejskiej). O zwycięstwie decydowali widzowie za pomocą głosowania internetowego i telefonicznego (smsowego).

## Zwycięzcy i nominowani

### 1997
- Blackstreet
  - Toni Braxton
  - Ginuwine
  - Michael Jackson
  - R. Kelly

### 1999
- Whitney Houston
  - Mariah Carey
  - Lauryn Hill
  - Jennifer Lopez
  - TLC

### 2000
- Jennifer Lopez
  - Aaliyah
  - Destiny’s Child
  - Janet Jackson
  - Sisqó

### 2001
- Craig David
  - Destiny’s Child
  - Janet Jackson
  - Wyclef Jean
  - OutKast

### 2002
- Alicia Keys
  - Ashanti
  - Mary J. Blige
  - Beyoncé
  - Jennifer Lopez

### 2003
- Beyoncé
  - Ashanti
  - Mary J. Blige
  - Craig David
  - Jennifer Lopez

### 2004
- Alicia Keys
  - Beyoncé
  - Kelis
  - OutKast
  - Usher

### 2005
- Alicia Keys
  - Mariah Carey
  - John Legend
  - Mario
  - Usher

### 2006
- Rihanna
  - Beyoncé
  - Mary J. Blige
  - OutKast
  - Pharrell